# Arndt Kohn
Arndt Kohn, né le 3 septembre 1980 à Stolberg, est un homme politique allemand. Membre du Parti social-démocrate d'Allemagne (SPD), il est député européen depuis le 24 février 2017.

## Biographie
Arndt Kohn fréquente le Goethe Gymnasium de Stolberg avant d'être diplômé en banque et en finances. Il travaille au sein du service des finances de l'arrondissement d'Aix-la-Chapelle de 2008 à 2017.
Arndt Kohn est membre du Parti social-démocrate d'Allemagne (SPD) depuis 2003 avant d'être élu local à Stolberg, sa ville natale. Il intègre le Parlement européen le 24 février 2017, en remplaçant Martin Schulz.